# Centro di sterminio di Hadamar

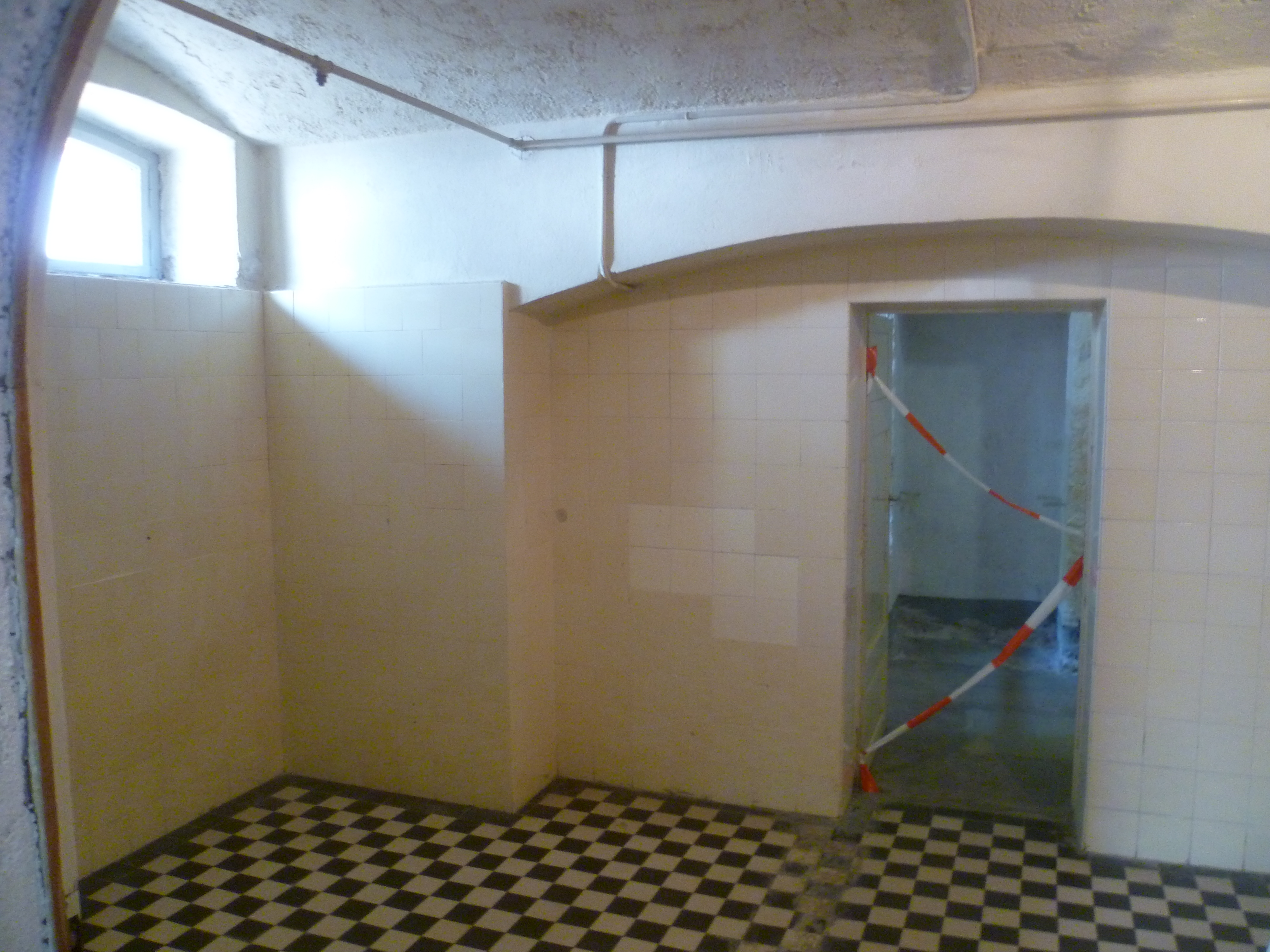
Camera a gas nell'ospedale di Hadamar

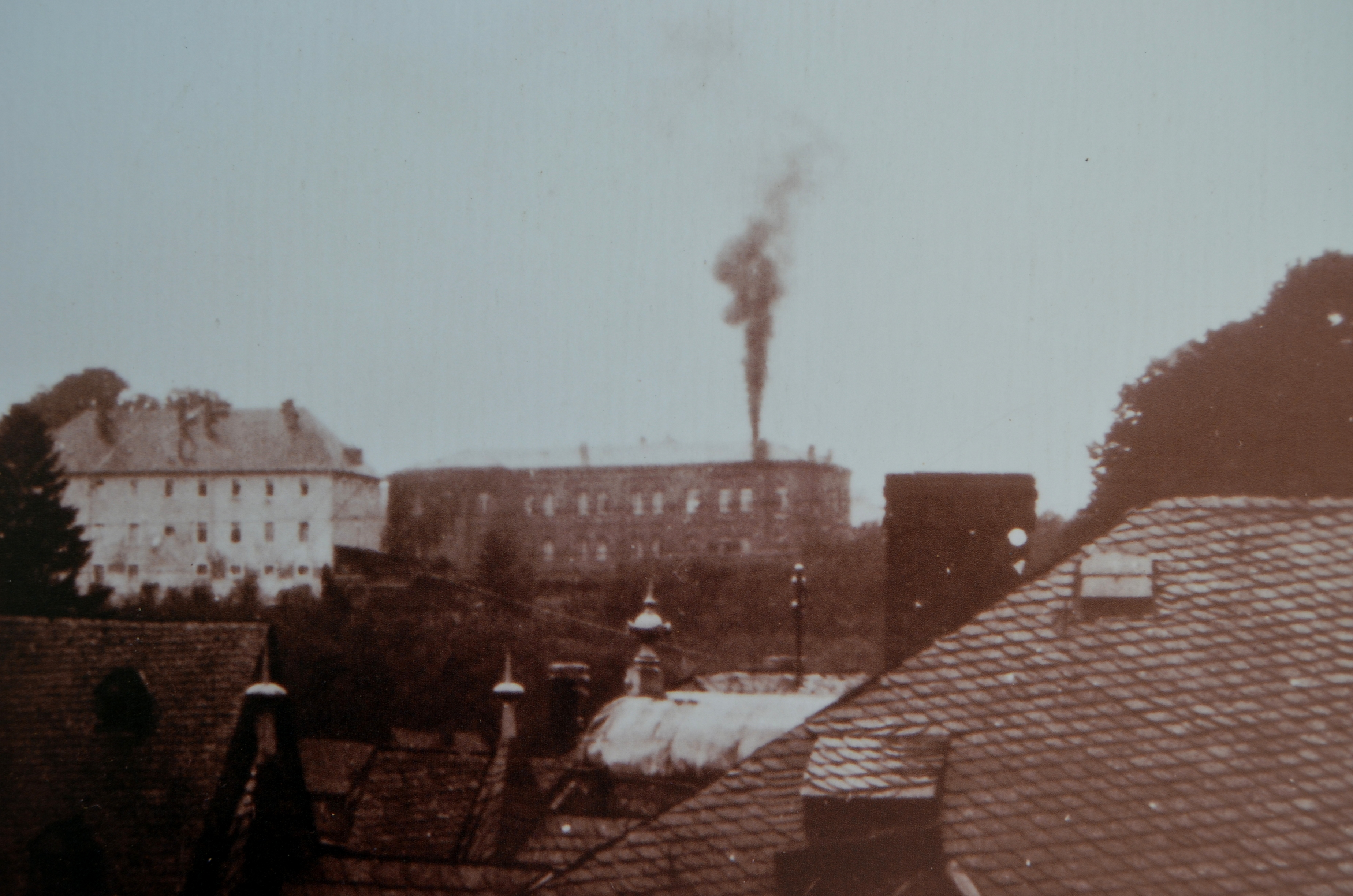
Camino crematorio all'ospedale Hadamar

Il centro di sterminio di Hadamar (in tedesco: NS-Tötungsanstalt Hadamar), è stato un ospedale psichiatrico situato nella città tedesca di Hadamar, vicino a Limburgo in Assia, dal 1941 al 1945.
A partire dal 1939, i nazisti usarono questo sito come uno dei sei siti per il programma di eutanasia Aktion T-4, che eseguiva sterilizzazioni di massa e omicidi di massa di membri ritenuti "indesiderabili" della società tedesca, in particolare quelli con disabilità fisiche e mentali. In totale, si stima che in queste strutture siano state uccise 200.000 persone, tra cui migliaia di bambini. Queste azioni erano in linea con le idee eugenetiche sulla purezza razziale sviluppate dagli ideologi nazionalsocialisti. Sebbene ufficialmente terminato nel 1941, il programma durò fino alla resa tedesca nel 1945. Quasi 15.000 cittadini tedeschi furono trasportati nell'ospedale dove poi morirono, la maggior parte uccisi nelle camere a gas. Inoltre, centinaia di lavoratori forzati dalla Polonia e da altri paesi occupati dai nazisti furono uccisi lì.
Hadamar e il suo ospedale caddero nella zona di occupazione americana dopo la guerra. Dal 8 al 15 ottobre 1945, le forze statunitensi condussero il processo di Hadamar, il primo processo per atrocità di massa negli anni successivi alla seconda guerra mondiale. Hanno perseguito medici e personale con l'accusa di aver ucciso cittadini dei paesi alleati, vale a dire lavoratori forzati provenienti dalla Polonia e da altri paesi. Gli Stati Uniti avevano giurisdizione per questi crimini secondo il diritto internazionale. Diverse persone sono state condannate e giustiziate per questi crimini, dopo che i tribunali tedeschi furono ricostruiti sotto l'occupazione, nel 1946 un medico e un'infermiera furono perseguiti dai tedeschi per l'omicidio di quasi 15.000 cittadini tedeschi nell'ospedale: entrambi sono stati condannati.
L'ospedale continua a funzionare, contiene un memoriale per gli omicidi dell'eutanasia e una mostra sul programma nazista.

## Contesto storico

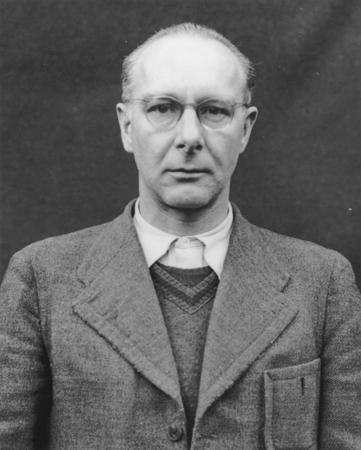
Viktor Brack, organizzatore del programma T4

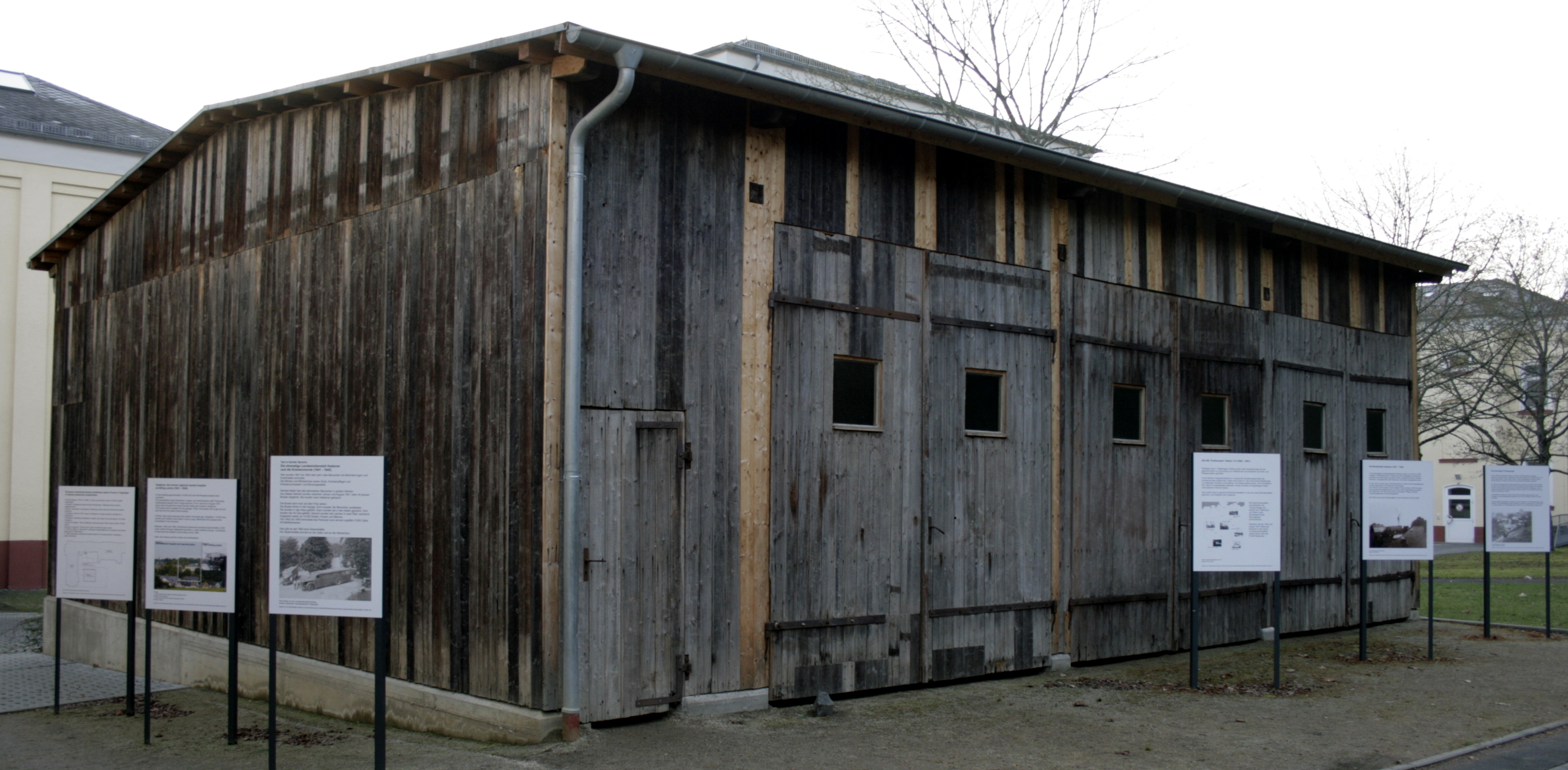
Garage degli "autobus grigi"

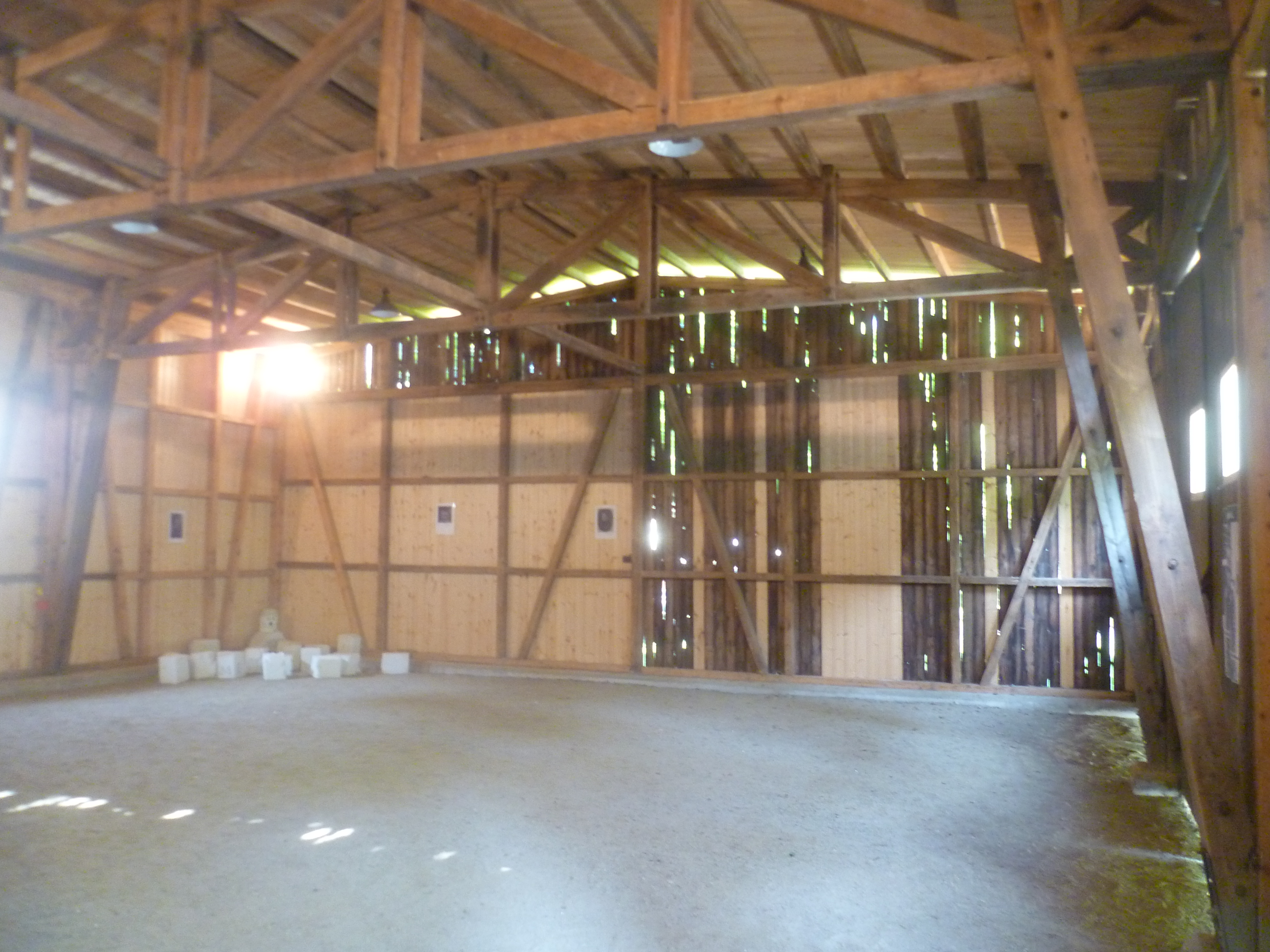
Interno del garage dell'autobus

Dalla fine del XIX secolo, medici e scienziati hanno teorizzato prima e sviluppato poi alcune teorie sulla purezza razziale basate sull'eugenetica, un concetto popolare all'epoca che si è sviluppato all'interno di diverse discipline come storia sociale, biologia, antropologia e genetica. Come ha spiegato Weindling (1989), c'erano stati diversi movimenti in Germania dalla fine della prima guerra mondiale interessati alla "degenerazione" della purezza razziale tedesca che culminò con la fondazione nel 1927 del Kaiser Wilhelm Institute of Anthropology, Human Heredity, and Eugenics. Sebbene sin dai primi anni '20 fosse stata richiesta una legislazione sulla sterilizzazione e l'eutanasia, tale richiesta è stata respinta perché si riteneva che l'eugenetica positiva fosse più rappresentativa delle strutture politiche di Weimar e dei bisogni sociali della nazione. Questo approccio terminò nel 1933 dopo l'ascesa dei nazisti in Germania.

## Aktion T4
A partire dal 1939, i nazisti istituirono il programma di eutanasia Aktion T-4 presso l'ospedale di Hadamar, che ospitava una struttura psichiatrica. Sviluppato da Viktor Brack, è iniziato con la sterilizzazione di massa dei bambini ritenuti "inadatti" alla riproduzione. Successivamente, il personale dell'ospedale ha sterminato i bambini determinati a non essere idonei e il programma è stato successivamente esteso agli adulti. Negli otto mesi della prima fase delle operazioni di uccisione (gennaio-agosto 1941), 10.072 uomini, donne e bambini furono asfissiati con monossido di carbonio in una camera a gas nell'ambito del programma nazista di "eutanasia".
Il gas veniva fornito in bombole dall'azienda chimica IG Farben. Il fumo denso del crematorio dell'ospedale si levò su Hadamar nell'estate del 1941, durante la quale il personale celebrò la cremazione del loro 10.000º paziente con birra e vino. Nonostante le precauzioni dell'ospedale per nascondere il programma T-4, la popolazione locale era pienamente a conoscenza degli eventi nell'ospedale. Le persone uccise nell'ospedale di Hadamar venivano portate in treno e in autobus, apparentemente scomparendo dietro l'alta recinzione del sito. Poiché i forni crematori erano il più delle volte alimentati con due cadaveri alla volta, il processo di cremazione era tutt'altro che perfetto. Ciò ha spesso provocato lo smog denso e acre sospeso sopra la città. Secondo una lettera inviata dal vescovo Hilfrich di Limburg al ministro della Giustizia del Reich nel 1941, i bambini del posto si prendevano in giro a vicenda con le parole "Non sei molto intelligente; andrai ad Hadamar e nei forni".

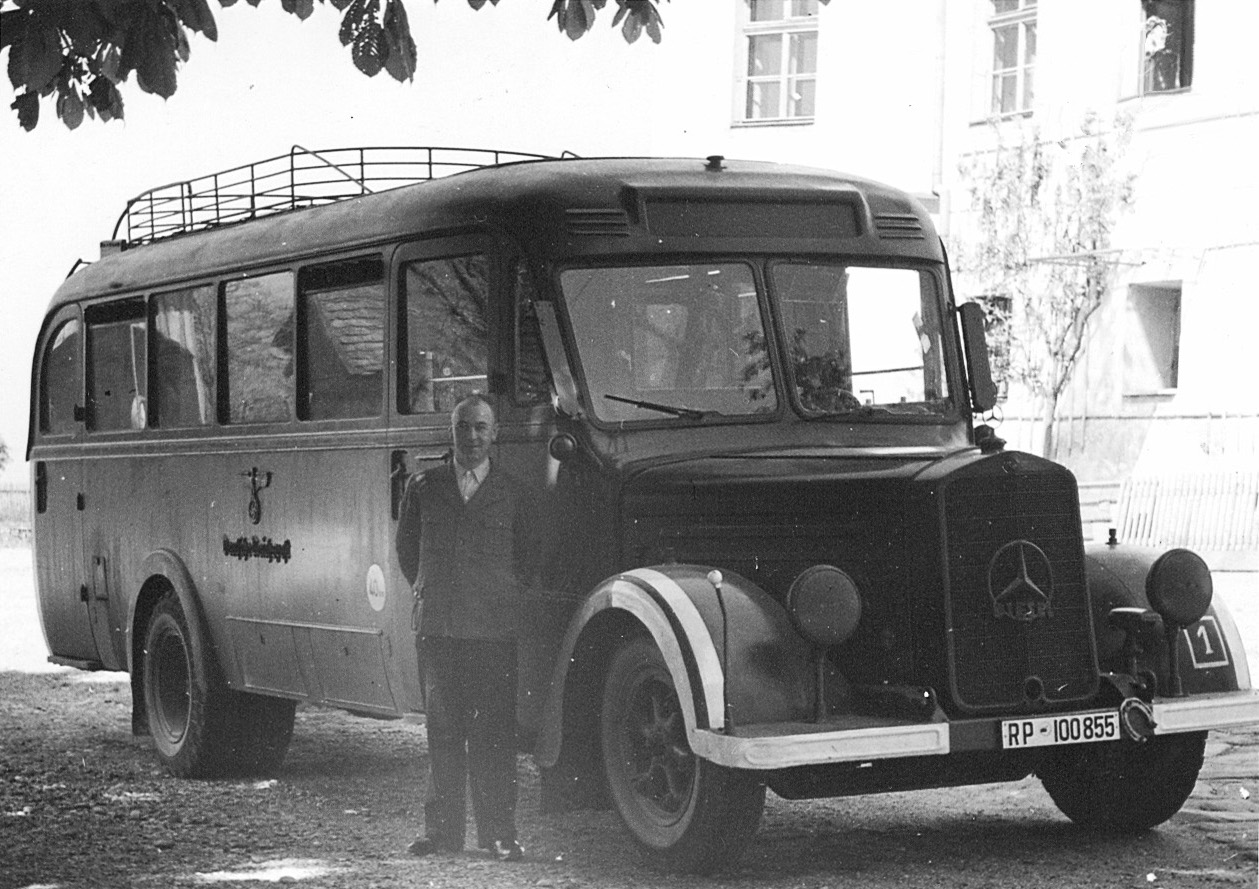
Autobus e autista del Gekrat

Ogni giorno arrivavano fino a 100 vittime negli autobus grigi. Gli veniva ordinato di spogliarsi per una "visita medica"; venivano portati davanti ad un medico, ciascuno di essi veniva registrato come affetto da una delle 60 malattie mortali, dato che agli "incurabili" sarebbe stata data una "morte per misericordia". Il medico identificava ogni persona con cerotti di colore diverso per una delle tre categorie: da uccidere; da uccidere e rimuovere il cervello per la ricerca; da uccidere ed estrarre i denti d'oro.

## Le proteste
Man mano che la gente veniva a conoscenza di queste attività, in particolare del ruolo degli "autobus grigi" nel raccogliere le vittime, c'era una crescente opposizione. Hitler annunciò ufficialmente nel 1941 che le attività di "eutanasia" erano state ridotte. Dopo un breve periodo di sospensione, tuttavia, il personale dell'eutanasia rinnovò l'uccisione degli "indesiderabili" nel 1942. I medici ed il personale residenti, guidati dall'infermiera Irmgard Huber, uccisero direttamente la maggior parte di queste vittime, tra cui i pazienti tedeschi con disabilità, gli anziani mentalmente disorientati provenienti dalle aree bombardate, i bambini "mezzo ebrei" degli istituti di assistenza sociale, i lavoratori forzati con disabilità fisica e psicologica ed i loro figli, i soldati tedeschi ed i soldati Waffen-SS ritenuti psicologicamente incurabili. Il personale medico e il personale di Hadamar hanno ucciso quasi tutte queste persone per overdose letali.
Anche se la guerra in Germania finì l'8 maggio 1945, le istituzioni di sterminio naziste continuarono a uccidere pazienti disabili o comunque a lasciarli morire di fame. L'ultimo paziente conosciuto a morire ad Hadamar era un bambino di quattro anni disabile mentale, che fu ucciso il 29 maggio 1945.
All'inizio di aprile 1945, la 2ª divisione di fanteria degli Stati Uniti occupò la città tedesca di Hadamar ed i funzionari americani iniziarono a conoscere gli omicidi nell'ospedale.
L'ospedale psichiatrico Hadamar è oggi in funzione come asilo e centro di cura. Ospita anche un memoriale per i morti ed una mostra sugli omicidi di massa del programma. I pannelli espositivi sono installati all'esterno del garage degli autobus; il memoriale e l'ospedale stesso sono stati dichiarati monumenti culturali.

## Il processo Hadamar

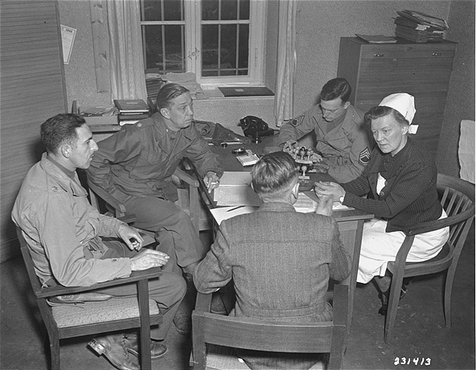
Gli investigatori americani sui crimini di guerra interrogano l'infermiera Irmgard Huber all'Hadamar Institute, maggio 1945

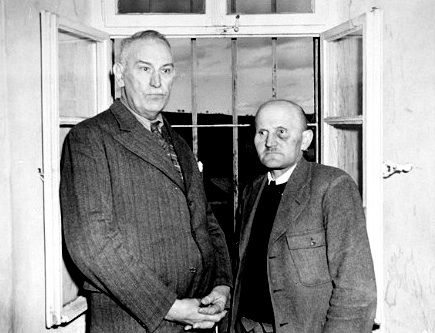
Wahlmann con Karl Willig (a destra) dopo il loro arresto nell'aprile 1945

Il processo Hadamar, dall'8 al 15 ottobre 1945, fu il primo processo per atrocità di massa nella zona di occupazione americana della Germania dopo la seconda guerra mondiale. Nei primi mesi di occupazione, le forze militari americane avevano condotto dei processi basati sulle classiche violazioni del diritto internazionale, principalmente per gli omicidi tedeschi del personale di servizio alleato catturato, omicidi avvenuti negli ultimi mesi di guerra. La scoperta, alla fine di marzo 1945, dell'impianto di "eutanasia" Hadamar vicino a Limburg an der Lahn, nella Germania centro-occidentale, attirò l'attenzione degli Stati Uniti.
Le autorità militari statunitensi decisero di intraprendere il loro primo procedimento giudiziario per giudicare i crimini associati alla sistematica persecuzione e allo sterminio razziale e sociale commessi sotto le politiche della Germania nazista. Inizialmente, le autorità americane intendevano processare sia i medici, che gli infermieri ed il personale amministrativo di Hadamar in loro custodia per gli omicidi dei quasi 15.000 pazienti tedeschi uccisi nell'istituto. Hanno presto scoperto di non avere la giurisdizione per farlo secondo il diritto internazionale. I funzionari militari statunitensi non potevano processare cittadini tedeschi per aver ucciso i loro concittadini. Il diritto internazionale li limitava a perseguire i crimini commessi contro il proprio personale di servizio ed i cittadini civili, e quelli dei loro alleati, nei territori che detenevano.
Tra le vittime di Hadamar ci sono stati 476 lavoratori forzati tra sovietici e polacchi. Identificati come malati di tubercolosi , furono trasportati ad Hadamar ed uccisi in ospedale negli ultimi mesi di guerra. Poiché questi lavoratori forzati civili erano cittadini di paesi alleati degli Stati Uniti, i pubblici ministeri americani sono stati in grado di aprire un procedimento contro sette imputati di Hadamar associati agli omicidi dei cosiddetti "lavoratori orientali".
Il 15 ottobre 1945, il procuratore capo degli Stati Uniti Leon Jaworski (che in seguito acquisì importanza negli anni '70 come il procuratore speciale del Watergate), vinse le condanne per tutti gli accusati. Il tribunale militare statunitense ha condannato a morte per impiccagione il capo amministratore di Hadamar Alfons Klein e due infermieri, Heinrich Ruoff e Karl Willig. A causa della sua età avanzata, il capo medico Adolf Wahlmann, ha ricevuto una condanna a vita, che alla fine è stata commutata. Due membri del personale amministrativo di Hadamar sono stati condannati rispettivamente a 35 e 30 anni. Irmgard Huber, infermiera e unica imputata donna, ha ricevuto la pena più lieve, quella di 25 anni di reclusione. Il 14 marzo 1946, Klein, Ruoff e Willig furono giustiziati. Nel dicembre 1945 gli Alleati promulgarono la Allied Control Council Law No. 10, che consentiva l'elastica accusa di "crimini contro l'umanità" per coprire la massiccia scala di sterminio che i tedeschi avevano effettuato contro ebrei, polacchi, zingari e altre popolazioni. Questa accusa è stata introdotta nell'atto d'accusa dal Tribunale Militare Internazionale al processo di Norimberga.
All'inizio del 1946, crimini di "eutanasia" come quelli di Hadamar furono trasferiti ai tribunali tedeschi, recentemente ricostruiti sotto l'occupazione. All'inizio del 1947, un tribunale tedesco a Francoforte processò 25 membri del personale di Hadamar, tra cui il dottor Wahlmann e l'infermiera Huber, per la morte di circa 15.000 pazienti tedeschi uccisi nella struttura. Sebbene ad alcuni sia stata aumentata la pena, la maggior parte è stata rilasciata all'inizio degli anni '50.